# うちゅうひこうしのうた
「うちゅうひこうしのうた」は、2003年12月から2004年1月に、NHKの音楽番組『みんなのうた』で放送された楽曲。作詞：一倉宏、作曲・編曲：菅野よう子、歌：坂本真綾。

## 解説
『みんなのうた』の放送で使用されたアニメーションは、今回で通算30回目の参加となる番組常連の吉良敬三が手掛けた。
歌詞は少女が見た宇宙飛行士と農夫の不思議な夢を描いた内容となっており、ほとんどピアノ1本の伴奏のもと坂本真綾のやさしい歌声で歌唱されている。
表題曲は坂本のスタジオアルバム『少年アリス』、ベストアルバム『everywhere』に収録されたほか、2011年にみんなのうた番組50周年を記念しリリースされたアルバム『NHKみんなのうた 50アニバーサリー・ベスト 〜おしりかじり虫〜』の1曲にも選ばれ収録された。

## カバー
2015年の坂本のトリビュートアルバム『REQUEST』で、KIRINJIによってカバーされている。リードボーカルを取ったコトリンゴは『みんなのうた』を見て表題曲を知ったといい、リリースにあたり「出だし2行ほどの歌詞で一瞬にして景色が広がるこの曲の華麗さと、坂本の声や言葉の美しさを改めて感じた」とコメントを寄せた。カバーに関して坂本は「（KIRINJIが）この曲にしたと聞いた時は絶対に合うと思った」「コトリンゴの声に他の5人が寄り添っていく感じは、私には絶対に出せない世界観なので、新鮮で面白かった」と語っている。